# Язовка (Хорватия)
Язовка (хорв. Jazovka) — место массовых казней и захоронений в Хорватии близ местечка Сошице, связанных с деятельностью югославских партизан во время Второй мировой войны.
Сотни раненых хорватских солдат из загребских больниц, а также мирных жителей были сброшены в расселину, находящуюся в районе горного массива Жумберак. Во время раскопок в 1990 году здесь было обнаружено большое количество скелетов, организовано ежегодное паломничество в это памятное место.

## История
Предполагается, что первыми жертвами, брошенными в эту пещеру, стали солдаты фашистского режима Независимого государства Хорватия, захваченные югославскими партизанами после битвы под Крашичем в январе 1943 года.
Позже, в 1945 году, бойцы Народно-освободительной армии Югославии использовали яму для тайного захоронения тел военнопленных, раненых хорватских солдат, медперсонала и католических монахинь.
В числе монахинь, брошенных в эту пещеру, были: Липхарда Хорват, Константина Месар и Жеральда Якоб.
Местное население хранило память об этих событиях, в то время как коммунистическое правительство Югославии подавляло признание этих убийств. После образования в 1990 году Республики Хорватия это место стало историческим памятником. В результате новых исследования на глубине около 40 метров были обнаружены около 470 скелетов.